# Resolució 1918 del Consell de Seguretat de les Nacions Unides
La Resolució 1918 del Consell de Seguretat de les Nacions Unides fou adoptada per unanimitat el 27 d'abril de 2010. Després de recordar les resolucions 1814 (2008), 1816 (2008), 1838 (2008), 1844 (2008), 1851 (2008), 1897 (2008) a Somàlia, el Consell demana als països que criminalitzin la pirateria dins de les seves lleis nacionals.
El Consell de Seguretat continuava preocupat per l'amenaça que la pirateria i el robatori a mà armats contra vaixells mercants davant la Guerra Civil somalí, els estats propers i l'enviament internacional. També es va reafirmar la Convenció de les Nacions Unides sobre el Dret de la Mar, així com la necessitat d'abordar els problemes causats per la capacitat limitada del sistema judicial a Somàlia i els estats veïns per processar amb eficàcia els sospitosos de participar en la pirateria. En aquest sentit, l'Oficina de les Nacions Unides sobre Drogues i Delictes, Grup de Contacte sobre la Pirateria a la costa de Somàlia (CGPCS) i altres organitzacions internacionals ajudaven a millorar els sistemes judicials a Somàlia, Kenya, les Seychelles i altres països de la regió per condemnar pirates.
La resolució va donar la benvinguda als esforços realitzats per la Unió Europea, l'OTAN i altres estats segons la seva capacitat nacional pels seus esforços per suprimir els actes de pirateria en cooperació amb el Govern Federal de Transició a les costes de Somàlia. Els esforços de Kenya, les Seychelles i altres estats van ser elogiats després de jutjar pirates als seus països, de conformitat amb el dret internacional humanitari. Hi havia preocupació que alguns pirates sospitosos hagin estat alliberats sense afrontar la justícia, a causa de la incertesa sobre qui podria jutjar-los.
En la segona part de la resolució, patrocinada per Rússia, el Consell va reiterar que la manca de processament dels responsables d'actes de pirateria minava els esforços contra la pirateria de la comunitat internacional. Es va cridar als països a criminalitzar la pirateria dins de les seves lleis nacionals i detenir i perseguir als sospitosos de pirateria a la costa de Somàlia d'acord amb la llei internacional de drets humans. Es van elogiar els progressos realitzats en la implementació de l'Organització Marítima Internacional en el Codi de Conducta de Djibouti, i el Consell va demanar als participants que l'implementessin amb la major brevetat possible. Finalment es va demanar al secretari general de les Nacions Unides, Ban Ki-moon, que en un termini de tres mesos informés sobre les opcions per processar i empresonar als responsables de pirateria i el robatori a mà armada, inclosa la possibilitat d'establir un tribunal regional o internacional.